# Damalis londti
Damalis londti là một loài ruồi trong họ Asilidae. Damalis londti được Scarbrough miêu tả năm 2005. Loài này phân bố ở miền Ấn Độ - Mã Lai.